# Stachys speluncarum
Stachys speluncarum là một loài thực vật có hoa trong họ Hoa môi. Loài này được Contandr. & Quézel miêu tả khoa học đầu tiên năm 1976.